# Stazioni ferroviarie del Giappone (C)
| Stazioni ferroviarie del Giappone | Stazioni ferroviarie del Giappone | Stazioni ferroviarie del Giappone | Stazioni ferroviarie del Giappone | Stazioni ferroviarie del Giappone | Stazioni ferroviarie del Giappone | Stazioni ferroviarie del Giappone | Stazioni ferroviarie del Giappone | Stazioni ferroviarie del Giappone | Stazioni ferroviarie del Giappone | Stazioni ferroviarie del Giappone | Stazioni ferroviarie del Giappone | Stazioni ferroviarie del Giappone | Stazioni ferroviarie del Giappone | Stazioni ferroviarie del Giappone | Stazioni ferroviarie del Giappone | Stazioni ferroviarie del Giappone | Stazioni ferroviarie del Giappone | Stazioni ferroviarie del Giappone | Stazioni ferroviarie del Giappone | Stazioni ferroviarie del Giappone |
| --------------------------------- | --------------------------------- | --------------------------------- | --------------------------------- | --------------------------------- | --------------------------------- | --------------------------------- | --------------------------------- | --------------------------------- | --------------------------------- | --------------------------------- | --------------------------------- | --------------------------------- | --------------------------------- | --------------------------------- | --------------------------------- | --------------------------------- | --------------------------------- | --------------------------------- | --------------------------------- | --------------------------------- |
| A                                 | B                                 | C                                 | D                                 | E                                 | F                                 | G                                 | H                                 | I                                 | J                                 | KL                                | M                                 | N                                 | OP                                | R                                 | S                                 | T                                 | U                                 | W                                 | Y                                 | Z                                 |

## Lista delle stazioni
| Stazione di Enryakuji (funicolare)               | ケーブル延暦寺駅（けーぶるえんりゃくじ）                                     |
| Stazione di Hiei (funicolare)                    | ケーブル比叡駅（けーぶるひえい）                                             |
| Stazione di Sakamoto (funicolare)                | ケーブル坂本駅（けーぶるさかもと）                                           |
| Stazione di Sanjō (funicolare)                   | ケーブル山上駅（けーぶるさんじょう）                                         |
| Stazione di Yase (funicolare)                    | ケーブル八瀬駅（けーぶるやせ）                                               |
| Stazione di Center Kita                          | センター北駅（せんたーきた）                                                 |
| Stazione di Center Minami                        | センター南駅（せんたーみなみ）                                               |
| Stazione di Aeroporto Internazionale del Chūbu   | 中部国際空港駅（ちゅうぶこくさいくうこう）                                   |
| Stazione di Chajo                                | 茶所駅（ちゃじょ）                                                           |
| Stazione di Chanai                               | 茶内駅（ちゃない）                                                           |
| Stazione di Chashinai                            | 茶志内駅（ちゃしない）                                                       |
| Stazione di Chausuyama                           | 茶臼山駅（ちゃうすやま）                                                     |
| Stazione di Chayagasaka                          | 茶屋ヶ坂駅（ちゃやがさか）                                                   |
| Stazione di Chayama (Fukuoka)                    | 茶山駅 (福岡県)（ちゃやま）                                                  |
| Stazione di Chayama (Kyoto)                      | 茶山駅 (京都府)（ちゃやま）                                                  |
| Stazione di Chayamachi                           | 茶屋町駅（ちゃやまち）                                                       |
| Stazione di Chiba New Town Chūō                  | 千葉ニュータウン中央駅（ちばニュータウンちゅうおう）                         |
| Stazione di Chiba                                | 千葉駅（ちば）                                                               |
| Stazione di Chiba-Chūō                           | 千葉中央駅（ちばちゅうおう）                                                 |
| Stazione di Chibadera                            | 千葉寺駅（ちばでら）                                                         |
| Stazione di Chibakōen                            | 千葉公園駅（ちばこうえん）                                                   |
| Stazione di Chibaminato                          | 千葉みなと駅（ちばみなと）                                                   |
| Stazione di Chibata                              | 知波田駅（ちばた）                                                           |
| Stazione di Chibiki                              | 千曳駅（ちびき）                                                             |
| Stazione di Chibune                              | 千船駅（ちぶね）                                                             |
| Stazione di Chichibu                             | 秩父駅（ちちぶ）                                                             |
| Stazione di Chidori                              | 千鳥駅（ちどり）                                                             |
| Stazione di Chidoribashi                         | 千鳥橋駅（ちどりばし）                                                       |
| Stazione di Chidorichō                           | 千鳥町駅 (東京都)（ちどりちょう）                                            |
| Stazione di Chiebun                              | 智恵文駅（ちえぶん）                                                         |
| Stazione di Chigane                              | 千金駅（ちがね）                                                             |
| Stazione di Chigaki                              | 千垣駅（ちがき）                                                             |
| Stazione di Chigasaki                            | 茅ヶ崎駅（ちがさき）                                                         |
| Stazione di Chigozuka                            | 稚子塚駅（ちごづか）                                                         |
| Stazione di Chiharadai                           | ちはら台駅（ちはらだい）                                                     |
| Stazione di Chihaya                              | 千早駅（ちはや）                                                             |
| Stazione di Chihayaguchi                         | 千早口駅（ちはやぐち）                                                       |
| Stazione di Chihoku                              | 智北駅（ちほく）                                                             |
| Stazione di Chiji                                | 千路駅（ちじ）                                                               |
| Stazione di Chikabumi                            | 近文駅（ちかぶみ）                                                           |
| Stazione di Chikagawa                            | 近川駅（ちかがわ）                                                           |
| Stazione di Chikanaga                            | 近永駅（ちかなが）                                                           |
| Stazione di Chikata                              | 近田駅（ちかた）                                                             |
| Stazione di Chikatetsu-Akatsuka                  | 地下鉄赤塚駅（ちかてつあかつか）                                             |
| Stazione di Chikatetsu-Narimasu                  | 地下鉄成増駅（ちかてつなります）                                             |
| Stazione di Chikatsu                             | 近津駅（ちかつ）                                                             |
| Stazione di Chikkōchō                            | 築港町駅（ちっこうちょう）                                                   |
| Stazione di Chiku Center                         | 地区センター駅（ちくセンター）                                               |
| Stazione di Chikugo-Funagoya                     | 筑後船小屋駅（ちくごふなごや）                                               |
| Stazione di Chikugo-Kusano                       | 筑後草野駅（ちくごくさの）                                                   |
| Stazione di Chikugo-Ōishi                        | 筑後大石駅（ちくごおおいし）                                                 |
| Stazione di Chikugo-Yoshii                       | 筑後吉井駅（ちくごよしい）                                                   |
| Stazione di Chikuhō-Katsuki                      | 筑豊香月駅（ちくほうかつき）                                                 |
| Stazione di Chikuhō-Nakama                       | 筑豊中間駅（ちくほうなかま）                                                 |
| Stazione di Chikuhō-Nōgata                       | 筑豊直方駅（ちくほうのおがた）                                               |
| Stazione di Chikuma                              | 千曲駅（ちくま）                                                             |
| Stazione di Chikuni                              | 千国駅（ちくに）                                                             |
| Stazione di Chikura                              | 千倉駅（ちくら）                                                             |
| Stazione di Chikusa                              | 千種駅（ちくさ）                                                             |
| Stazione di Chikushi                             | 筑紫駅（ちくし）                                                             |
| Stazione di Chikuzen-Iwaya                       | 筑前岩屋駅（ちくぜんいわや）                                                 |
| Stazione di Chikuzen-Daibu                       | 筑前大分駅（ちくぜんだいぶ）                                                 |
| Stazione di Chikuzen-Fukae                       | 筑前深江駅（ちくぜんふかえ）                                                 |
| Stazione di Chikuzen-Habu                        | 筑前垣生駅（ちくぜんはぶ）                                                   |
| Stazione di Chikuzen-Maebaru                     | 筑前前原駅（ちくぜんまえばる）                                               |
| Stazione di Chikuzen-Shōnai                      | 筑前庄内駅（ちくぜんしょうない）                                             |
| Stazione di Chikuzen-Uchino                      | 筑前内野駅（ちくぜんうちの）                                                 |
| Stazione di Chikuzen-Ueki                        | 筑前植木駅（ちくぜんうえき）                                                 |
| Stazione di Chikuzen-Yamae                       | 筑前山家駅（ちくぜんやまえ）                                                 |
| Stazione di Chikuzen-Yamate                      | 筑前山手駅（ちくぜんやまて）                                                 |
| Stazione di Chino                                | 茅野駅（ちの）                                                               |
| Stazione di Chippubetsu                          | 秩父別駅（ちっぷべつ）                                                       |
| Stazione di Chiraiotsu                           | 知来乙駅（ちらいおつ）                                                       |
| Stazione di Chiryū                               | 知立駅（ちりゅう）                                                           |
| Stazione di Chisato (Mie)                        | 千里駅 (三重県)（ちさと）                                                    |
| Stazione di Chisato (Toyama)                     | 千里駅 (富山県)（ちさと）                                                    |
| Stazione di Chishirodai                          | 千城台駅（ちしろだい）                                                       |
| Stazione di Chishirodai-Kita                     | 千城台北駅（ちしろだいきた）                                                 |
| Stazione di Chita-Handa                          | 知多半田駅（ちたはんだ）                                                     |
| Stazione di Chita-Okuda                          | 知多奥田駅（ちたおくだ）                                                     |
| Stazione di Chita-Taketoyo                       | 知多武豊駅（ちたたけとよ）                                                   |
| Stazione di Chitetsubirumae                      | 地鉄ビル前駅（ちてつびるまえ）                                               |
| Stazione di Chitose (Aomori)                     | 千年駅（ちとせ）                                                             |
| Stazione di Chitose (Chiba)                      | 千歳駅 (千葉県)（ちとせ）                                                    |
| Stazione di Chitose (Hokkaido)                   | 千歳駅 (北海道)（ちとせ）                                                    |
| Stazione di Chitose-Funabashi                    | 千歳船橋駅（ちとせふなばし）                                                 |
| Stazione di Chitose-Karasuyama                   | 千歳烏山駅（ちとせからすやま）                                               |
| Stazione di Chitō                                | 智東駅（ちとう）                                                             |
| Stazione di Chiwa                                | 知和駅（ちわ）                                                               |
| Stazione di Chiwata                              | 千綿駅（ちわた）                                                             |
| Stazione di Chiyo                                | 千代駅（ちよ）                                                               |
| Stazione di Chiyoda                              | 千代田駅（ちよだ）                                                           |
| Stazione di Chiyogaoka                           | 千代ヶ岡駅（ちよがおか）                                                     |
| Stazione di Chiyokawa                            | 千代川駅（ちよかわ）                                                         |
| Stazione di Chiyo-Kenchōguchi                    | 千代県庁口駅（ちよけんちょうぐち）                                           |
| Stazione di Chiyozaki                            | 千代崎駅（ちよざき）                                                         |
| Stazione di Chizu                                | 智頭駅（ちず）                                                               |
| Stazione di Chōfu (Tokyo)                        | 調布駅（ちょうふ）                                                           |
| Stazione di Chōfu (Yamaguchi)                    | 長府駅（ちょうふ）                                                           |
| Stazione di Chōgo                                | 長後駅（ちょうご）                                                           |
| Stazione di Chōjabaru                            | 長者原駅（ちょうじゃばる）                                                   |
| Stazione di Chōjagahama Shiosai Hamanasu Kōenmae | 長者ヶ浜潮騒はまなす公園前駅（ちょうじゃがはましおさいはまなすこうえんまえ） |
| Stazione di Chōjamachi                           | 長者町駅（ちょうじゃまち）                                                   |
| Stazione di Chōkokunomori                        | 彫刻の森駅（ちょうこくのもり）                                               |
| Stazione di Chokubetsu                           | 直別駅（ちょくべつ）                                                         |
| Stazione di Chokushi                             | 勅旨駅（ちょくし）                                                           |
| Stazione di Chōmonkyō                            | 長門峡駅（ちょうもんきょう）                                                 |
| Stazione di Chōrakuji                            | 長楽寺駅（ちょうらくじ）                                                     |
| Stazione di Chōsa                                | 帖佐駅（ちょうさ）                                                           |
| Stazione di Chōshi                               | 銚子駅（ちょうし）                                                           |
| Stazione di Chōshiguchi                          | 銚子口駅（ちょうしぐち）                                                     |
| Stazione di Chōyō                                | 長陽駅（ちょうよう）                                                         |
| Stazione di Chūbu-Tenryū                         | 中部天竜駅（ちゅうぶてんりゅう）                                             |
| Stazione di Chūden                               | 中田駅 (徳島県)（ちゅうでん）                                                |
| Stazione di Chūgakkō                             | 中学校駅（ちゅうがっこう）                                                   |
| Stazione di Chūgoku-Katsuyama                    | 中国勝山駅（ちゅうごくかつやま）                                             |
| Stazione di Chūgun                               | 中郡駅 (山形県)（ちゅうぐん）                                                |
| Stazione di Chūkyōkeibajōmae                     | 中京競馬場前駅（ちゅうきょうけいばじょうまえ）                               |
| Stazione di Chūōdaigaku Meiseidaigaku            | 中央大学・明星大学駅                                                         |
| Stazione di Chūō-Hirosaki                        | 中央弘前駅（ちゅうおうひろさき）                                             |
| Stazione di Chūōichibamae                        | 中央市場前駅（ちゅうおういちばまえ）                                         |
| Stazione di Chūō-Maebashi                        | 中央前橋駅（ちゅうおうまえばし）                                             |
| Stazione di Chūō-Rinkan                          | 中央林間駅（ちゅうおうりんかん）                                             |
| Stazione di Chūshojima                           | 中書島駅（ちゅうしょじま）                                                   |
| Stazione di Cosmosquare                          | コスモスクエア駅（コスモスクエア）                                           |